# Dubrovniks naturhistoriska museum
Dubrovniks naturhistoriska museum (kroatiska: Prirodoslovni muzej Dubrovnik) är ett naturhistoriskt museum i Dubrovnik i Kroatien. Det är inhyst i Andrović-palatset på adressen Androvićeva 1 i Gamla stan. I museets utställningar visas bland annat fossiler, blötdjur, fåglar, krabbor, fisk, däggdjur, groddjur, reptiler, mineraler och malmer.

## Historik
Dubrovniks naturhistoriska museum har sina rötter i det forna museet Museo patrio som grundades år 1872 i det då österrikisk-ungerska Ragusa (Dubrovnik). Det tidiga museets innehav bestod av den lokala handelskammarens samlingar och Antun Drobacs privata naturhistoriska samling. Under 1900-talets första hälft kompletterades museets samlingar med exemplar från Dubrovnik-regionens fauna.
Museet har sedan tillkomsten flyttats flera gånger. År 2003 återbördades samlingarna från Zagreb till Dubrovnik och år 2009 öppnade museet i nya lokaler, Andrović-palatset i Gamla stan.